# فوكك مني (فلم)
فوكك مني فيلم مصري إنتاج عام 2011.

## القصة
تدور أحداث الفيلم حول الطالب الجامعي وليد (أحمد عزمي) وحلمه الذي يسعى إلى تحقيقه بالالتحاق بأكاديمية الفنون إلا أن والده (حسن حسني) الذي يعمل بالسلك الدبلوماسي يصر على سفره للخارج لاستكمال دراسته في مجال السياسة والاقتصاد فتتعارض الأحلام مع إصرار والده فيلجأ وليد إلى استغلال الخادمة دنيا والتي تعمل بمنزلهم في مشروع تخرجه بالأكاديمية حيث تؤدي دور في مسرحيته الاستعراضية...وتتوالى الأحداث بين تحقيق حلم الابن ورغبة الأب.

## طاقم التمثيل
- دينا
- حسن حسني
- أحمد عزمي
- ريكو
- مروة عبد المنعم
- عمرو عبد العزيز
- جيهان سلامة
- ضياء الميرغني
- محمد السعدني
- رضا حامد

## روابط خارجية
- مقالات تستعمل روابط فنية بلا صلة مع ويكي بيانات